# Южный микрорайон (Тверь)
Южный микрорайон — жилой массив в Московском районе города Твери. Условно делится на подрайоны Южный-А, Б, В, Г, Д. Термины Южный-А, Б, В и Г никогда не используются ни на официальном уровне, ни в народе. Южный-Д, отличающийся в архитектурном плане и не имеющий общей транспортной инфраструктуры с остальной частью Южного (не считая дворовых проездов), как правило, выделяется в отдельный микрорайон.
На территории микрорайона, в непосредственной близости от Октябрьской железной дороги, расположен Южный парк.
В сквере на улице Можайского находится фонтан.
Жилмассив находится в южной части города Твери, между Октябрьской железной дорогой и Тверской окружной дорогой.

## Застройка
Проект планировки и застройки разработан институтом «Калинингражданпроект». Над проектом работали архитекторы В. А. Шумов, Б. К. Крылов, В. Н. Федотов и инженеры Г. М. Круглов, В. И. Терехов. Планировался район на 12 тыс. человек. Застройка начата в конце 1960-х — начале 1970-х годов. Изначально застройка велась между современными Октябрьским проспектом, улицей Можайского и бульваром Гусева (Южный-А). Во вторую очередь строительства в середине 70-х годов застраивался сектор между бульваром Гусева и улицей Левитана (Южный-Б). Первые построенные дома были пятиэтажными «брежневками», затем стали возводиться 9-этажные дома по улицам Королева, Можайского и Октябрьскому проспекту. Позднее, вместо 5-этажных домов, район стал застраиваться 9-этажными домами 121 серии. Начиная с середины 80-х годов, застройка продолжилась к югу от улицы Можайского (Южный-Г). В начале 1990-х годов строительство велось на юго-восточной границе жилмассива (Южный-Д). На 2025 год построены новые жилые дома, продлена ул. Левитана и созданы ул. С.Я.Лемешева, Псковская.

## Улицы микрорайона
- Октябрьский проспект. Одна из основных улиц района, появилась в 1972 году, и является его основной транспортной магистралью, обеспечивая выход в центр города и на трассу М10. Ширина — 5-7 полос движения.
- Улица Можайского. Вторая основная улица, ширина — 6 полос движения, пересекает Октябрьский проспект.
- Улица Королева;
- Улица Левитана;
- Бульвар Гусева;

## Транспорт
До постройки Волоколамского путепровода, доступ транспорта в район обеспечивался по Бурашевскому путепроводу. С постройкой Волоколамского путепровода в 1974 году, по которому было пущено троллейбусное движение, транспортное значение старого путепровода уменьшилось.
В районе существовала троллейбусная линия, по которой проходили маршруты троллейбусов № 3, 7, 9, 10. Маршруты № 9 и 10 были закрыты в 90-х годах. Окончательно троллейбусное движение в микрорайон было прекращено в 2020 году, также, как и во всем остальном городе. На 2025 год общественный транспорт представлен многочисленными автобусами Транспорта Верхневолжья (№ 21, 30, 33 и множеством других), более 50 % общественного транспорта города проходит через район. Ранее в районе существовало трамвайное движение, открытое в 1990 году. В декабре 2009 года эта линия была закрыта.

## Инфраструктура
В жилом массиве расположено 6 школ:
- Гимназия № 44
- Средняя школа № 45 с углублённым изучением отдельных предметов естественно-научной направленности
- Средняя школа № 48
- Центр образования № 49
- Средняя школа № 51
- Средняя школа № 55
- Центр Образования №56

В районе находятся 3 торговых центра: «Южный» (2009), «Можайский» (2006), «Флагман», Торговый парк N1 (2014), а также крупные супермаркеты «Пятёрочка», «Магнит», «Глобус», «Лемана Про».